# Fabián Monzón
Pour les articles homonymes, voir Monzón (homonymie).
Fabián Luciano Monzón (né le 13 avril 1987 à Rosario en Argentine) est un footballeur international argentin qui évolue au poste de latéral gauche.

## Biographie

### Débuts en professionnel
Fabián Monzón vient du centre de formation de Boca Juniors et intègre l'équipe première en janvier 2008.
Il est sélectionné par Sergio Batista en équipe d'Argentine pour jouer les Jeux olympiques d'été de 2008 à Pékin et remporte la médaille d'or.
Le 29 août 2008, il est prêté au Betis Séville pour la somme de 2,5M€, avec une option d'achat évaluée à 6,5 millions d'euros. À 21 ans et 8 mois seulement après ses débuts avec Boca Juniors, Monzón acquiert sa première expérience en Europe durant une saison où il disputera le poste d'arrière gauche avec Fernando Vega. La saison suivante, les dirigeants espagnols ne lèveront pas l'option d'achat et préfèreront engager Nacho, un joueur plus expérimenté et connaissant parfaitement la Liga.
De retour à Boca Juniors, Fabián Monzón vit une année 2009 difficile dans son club formateur, Boca Juniors terminant à la 11e place lors de la première partie de la Primera División.
La saison 2010-2011 est meilleure pour Monzón qui inscrit 2 buts et le club qui entame sa remontée en terminant à la 7e place.

### OGC Nice
Depuis le début d'année 2011, l'Argentin est courtisé par l'OGC Nice. Le 11 juillet 2011, Monzón signe un contrat de quatre ans avec l'OGC Nice.
Il dispute son premier match avec son nouveau club à Brignoles, pour un match amical face à Istres (2-2), où il joue la première mi-temps. Le 30 juillet 2011, il joue son premier match au Stade du Ray, pour un nouveau match amical des aiglons, cette fois-ci, face à l'équipe de Udinese, 4e du dernier Championnat italien, qui se soldera sur une victoire de Nice 1-0.
Le 18 septembre 2011, pour le compte de la 6e journée de Ligue 1, Monzón marque ses deux premiers buts avec l'OGC Nice face à l'AC Ajaccio grâce à deux buts sur penalty. Il marque encore une fois sur penalty contre le Paris Saint-Germain, lors de 7e journée. Il est nommé Aiglon du mois par les internautes niçois en septembre 2011, puis il reçoit à nouveau cette distinction honorifique en novembre 2011. 
Le très bon début de saison de Monzón lui permet d'être rappelé par Alejandro Sabella en équipe d'Argentine pour disputer deux matchs de qualification pour le Mondial 2014.
Il inscrit un nouveau but sur penalty contre Rennes, à la 15e minute de jeu. Contre l'AS Marck, Fabián transforme un nouveau penalty. En quarts de finale de la Coupe de la Ligue, sur un coup franc, il expédie un missile dans les buts dijonnais à la 119e minute, permettant aux Aiglons d'arracher la séance de tirs au but.
Monzón marque encore quatre buts en 2012, dont trois penaltys (face à Bordeaux, Marseille et Auxerre). Il marque ensuite un ultime but à Lyon, lors de la dernière journée, d'une frappe puissante entre les jambes d'Hugo Lloris.
Il finit la saison 2011-2012 avec 10 buts (8 en championnat, 1 en coupe de France, 1 en coupe de la ligue), dont 8 penaltys (7 en championnat, 1 en coupe de France), 1 coup-franc (en coupe de la ligue) et 1 but dans le jeu (en championnat). Ses prestations lui valent d'être régulièrement supervisé par des émissaires de plusieurs clubs étrangers dont Arsenal, Schalke 04 et la Juventus,.

### Olympique lyonnais
Fin août 2012, il s'engage pour quatre ans avec l'Olympique lyonnais afin de compenser le départ d'Aly Cissokho, parti au Valence CF. Il quitte l'OGC Nice et rejoint le club de Jean-Michel Aulas contre 4,3 millions d'euros tandis que Jérémy Pied fait le trajet inverse .
Le 4 octobre 2012, il inscrit son premier but avec l'OL en Ligue Europa sur coup-franc face au Kiryat Shmona, permettant à Lyon de s'imposer 4 buts à 3.

### Fluminense
Très peu utilisé par l'Olympique lyonnais, le 19 janvier 2013, il est prêté avec option d'achat à Fluminense.

## Statistiques
| Saison                | Club                  | Championnat           | Championnat | Championnat | Coupe nationale | Coupe nationale | Coupe de la Ligue | Coupe de la Ligue | Compétition(s) continentale(s) | Compétition(s) continentale(s) | Compétition(s) continentale(s) | Ligue régionale | Ligue régionale | Total | Total |
| Saison                | Club                  | Division              | M.          | B.          | M.              | B.              | M.                | B.                | Comp.                          | M.                             | B.                             | M.              | B.              | M.    | B.    |
| 2008                  | Boca Juniors          | Primera División      | 13          | 0           | -               | -               | -                 | -                 | CL                             | 6                              | 0                              | -               | -               | 19    | 0     |
| 2010                  | Boca Juniors          | Primera División      | 23          | 2           | -               | -               | -                 | -                 | -                              | -                              | -                              | -               | -               | 23    | 2     |
| 2011                  | Boca Juniors          | Primera División      | 22          | 0           | -               | -               | -                 | -                 | -                              | -                              | -                              | -               | -               | 22    | 0     |
| Sous-total            | Sous-total            | Sous-total            | 58          | 2           | -               | -               | -                 | -                 | -                              | 6                              | 0                              | -               | -               | 64    | 2     |
| 2008-2009             | Betis Séville (prêt)  | Liga                  | 13          | 2           | 5               | 0               | -                 | -                 | -                              | -                              | -                              | -               | -               | 18    | 2     |
| 2011-2012             | OGC Nice              | Ligue 1               | 34          | 8           | 3               | 1               | 2                 | 1                 | -                              | -                              | -                              | -               | -               | 39    | 10    |
| 2012-2013             | OGC Nice              | Ligue 1               | 1           | 0           | -               | -               | -                 | -                 | -                              | -                              | -                              | -               | -               | 1     | 0     |
| Sous-total            | Sous-total            | Sous-total            | 35          | 8           | 3               | 1               | 2                 | 1                 | -                              | -                              | -                              | -               | -               | 40    | 10    |
| 2012-2013             | Olympique lyonnais    | Ligue 1               | 5           | 0           | -               | -               | 1                 | 0                 | C3                             | 6                              | 1                              | -               | -               | 12    | 1     |
| 2013                  | Fluminense FC         | Série A               | 2           | 0           | -               | -               | -                 | -                 | CL                             | 2                              | 0                              | 5               | 0               | 9     | 0     |
| 2013-2014             | Catane FC             | Série A               | 22          | 2           | 1               | 0               | -                 | -                 | -                              | -                              | -                              | -               | -               | 23    | 2     |
| 2014-2015             | Catane FC             | Série B               | 16          | 0           | -               | -               | -                 | -                 | -                              | -                              | -                              | -               | -               | 16    | 0     |
| Sous-total            | Sous-total            | Sous-total            | 38          | 2           | 1               | 0               | -                 | -                 | -                              | -                              | -                              | -               | -               | 39    | 2     |
| 2015                  | Boca Juniors          | Primera División      | 17          | 1           | 4               | 0               | -                 | -                 | CL                             | 3                              | 1                              | -               | -               | 24    | 2     |
| 2015-2016             | Universidad de Chile  | Primera División      | 10          | 0           | 2               | 0               | -                 | -                 | CL                             | 2                              | 0                              | -               | -               | 14    | 0     |
| 2016-2017             | Universidad de Chile  | Primera División      | 20          | 1           | 9               | 2               | -                 | -                 | -                              | -                              | -                              | -               | -               | 29    | 3     |
| 2018                  | Universidad de Chile  | Primera División      | 7           | 1           | -               | -               | -                 | -                 | CL                             | 2                              | 0                              | -               | -               | 9     | 1     |
| Sous-total            | Sous-total            | Sous-total            | 37          | 2           | 11              | 2               | -                 | -                 | -                              | 4                              | 0                              | -               | -               | 52    | 4     |
| 2020                  | CA Tucumán            | Primera División      | 16          | 2           | -               | -               | 2                 | 0                 | CL+CS                          | 1+2                            | 0                              | -               | -               | 21    | 2     |
| 2021                  | CA Tucumán            | Primera División      | -           | -           | -               | -               | 6                 | 0                 | -                              | -                              | -                              | -               | -               | 6     | 0     |
| Sous-total            | Sous-total            | Sous-total            | 16          | 2           | -               | -               | 8                 | 0                 | -                              | 3                              | 0                              | -               | -               | 27    | 2     |
| Total sur la carrière | Total sur la carrière | Total sur la carrière | 221         | 19          | 24              | 3               | 11                | 1                 | -                              | 24                             | 2                              | 5               | 0               | 285   | 25    |

## Palmarès

### En club

#### Boca Juniors
- Championnat d'Argentine :
  - Champion : Apertura 2008, 2015
- Coupe d'Argentine :
  - Vainqueur : 2015

#### Universidad de Chile
- Championnat du Chili :
  - Champion : Clausura 2017
- Coupe du Chili :
  - Finaliste : 2017
- Supercoupe du Chili :
  - Finaliste : 2017

### En sélection
- Jeux olympiques :
  -  Médaille d'or : 2008